# Thorrington
Thorrington – wieś i civil parish w Anglii, w hrabstwie Essex, w dystrykcie Tendring. Leży 41 km na wschód od miasta Chelmsford i 89 km na północny wschód od Londynu. W 2011 roku civil parish liczyła 1258 mieszkańców. Thorrington jest wspomniana w Domesday Book (1086) jako Torinduna.